# White Lake (Carolina del Nord)
White Lake è un comune degli Stati Uniti d'America, situato in Carolina del Nord, nella contea di Bladen.